# Game Boy Advance SP
A Game Boy Advance SP (ゲームボーイアドバンスSP; Hepburn: Gēmu Bōi Adobansu Essu Pī; rövidítve GBA SP) egy hatodik generációs kézi videójáték-konzol, amit a Nintendo gyártott és forgalmazott. A konzol 2003-ban jelent meg a Game Boy Advance fejlettebb kiadásaként. Az utódja, a Nintendo DS 2004-ben jelent meg, de még 2005-ben a Nintendo kiadott egy másik kézikonzolt a Game Boy Advance hardvere alapján Game Boy Micro néven.

## Technikai specifikációk
- Processzor: 16,8 MHz, 32 bites ARM7TDMI, beépített memóriával
- Társprocesszor: Zilog Z80 (8 bites), 4 vagy 8 MHz-en a visszafelé kompatibilitás miatt.
- Memória: 32 KiB + 96 KiB VRAM (a processzorba beépítve), 256 KiB DRAM (külső)
- Színek: 15 bit RGB, 511 egyidejűleg megjelenő szín "character mode"-ban, 32 768 szín "bitmap mode"-ban
- Szoftver: Game Boy Advance-játékok; a legtöbb Game Boy és Game Boy Color játékkal is kompatibilis. A Game Boy játékok ugyanazokkal a választható színpalettákkal játszhatók, mint a Game Boy Coloron.
- Méretek (összecsukva): 84,6 x 82 x 24,3 mm
- Tömeg: 143 gramm
- Kijelző: 2,9 colos, 240 x 160-as felbontású TFT LCD
- Üzemidő: 10 óra játékidő bekapcsolt háttérvilágítással. 18 óra világítás nélkül

## Játékok
A Game Boy Advance SP (csakúgy, mint a Game Boy Micro) kompatibilis az összes Game Boy Advance-re kiadott játékkal. Ami csak a GBA és a GBA SP képessége, hogy az előző generációs Game Boy- és Game Boy Color-játékokat is le tudják játszani eredeti felbontásban és színskálával. A Game Boy Advance-játékok lejátszására 2003-ban megjelent egy kiegészítő GameCube-ra Game Boy Player néven.